# Sílvia Espinosa i Mirabet
Sílvia Espinosa i Mirabet (Terrassa) és periodista i doctora en comunicació audiovisual i publicitat. Professora de la Universitat de Girona.

## Llibres[calcitació]
- "Dones de ràdio. Les primeres locutores de Catalunya" (Albertí editors, 2014)
- "Història sentimental de Ràdio Lleida" (Cadena SER, 1999)
- "Guía pràctica per a implementar l'aprenentatge per projectes a la universitat" (Documenta universitaria, 2020)